# 大万木隧道
大万木隧道（日语：／）是日本松江自動車道（E54）上的一座高速公路隧道，位于高野IC至雲南吉田IC区间，穿越廣島县庄原市与島根县雲南市边界的大万木山，现为单洞二车道，全长4878米，2008年11月开工，2011年12月19日洞通，2013年3月30日建成通车，通车时是中国地方的最长公路隧道。